# Liste des films bengalis de 1950
Le cinéma bengali, basé à Calcutta, a produit, en 1950, les films suivants :
| Titre            | Réalisateur            | Distribution                                                      | Genre            | Notes/Musique |
| ---------------- | ---------------------- | ----------------------------------------------------------------- | ---------------- | ------------- |
| Chinnamul (en)   | Nemai Ghosh (en)       | Gangapata Basu, Ritwik Ghatak                                     | Drame historique |               |
| Kankal (en)      | Naresh Mitra (en)      | Dhiraj Bhattacharya (en), Jiben Bose (en), Naresh Mitra           | Horreur          |               |
| Maryada (en)     | Digambar Chattopadhyay | Uttam Kumar, Pahari Sanyal (en)                                   | Drame            |               |
| Mejdidi (en)     | Sabyasachi             | Jahar Ganguly (en), Nripati Chattopadhyay, Tulsi Chakraborty (en) |                  |               |
| Sudhar Prem (en) | Premankur Atorthy      | Asit Baran (en), Manoranjan Bhattacharya                          |                  |               |